# Nobelbekassine

Verbreitungsgebiet der Nobelbekassine

Die Nobelbekassine (Gallinago nobilis) ist eine Vogelart aus der Familie der Schnepfenvögel (Scolopacidae).
Der Vogel kommt in den Anden von Kolumbien, Ecuador, Peru und Venezuela vor oberhalb oder knapp unterhalb der Baumgrenze.
Der Lebensraum umfasst Sumpfgebiete und Moore von gemäßigten Regionen bis Páramo, Seeufer, feuchte Savannen, Weidegebiete von 2500–3900–4100 m Höhe.
Der Artzusatz kommt von lateinisch nobilis ‚bekannt, berühmt, bewundernswert‘.

## Merkmale
Die Art ist 30–33 cm groß und wiegt 188–197 g. Diese mittelgroße, massige Bekassine hat einen unverhältnismäßig langen zweifarbigen, oliven, zur Spitze zu dunkelgrauen Schnabel, ist auf der Oberseite gelbbraun und weiß grob gestreift. Die dunklen Ohrdecken gehen in die Zügel über. Die Flügel sind breit und gerundet ohne weiße Berandung, der Schwanz hat breite rotbraune Binden und gelbbraune Spitzen der Steuerfedern, fast keine weiße Fiederung. Im Fluge sieht man weiße Ränder an den äußeren Steuerfedern. Die Kehle ist weißlich, die untere Brust feiner gestrichelt, der Bauch weiß, die Flügelunterseite ist ziemlich dunkel. Im Fluge überragen die Füße den Schwanz. Die Iris ist dunkel. Die Geschlechter unterscheiden sich nicht. Jungvögel haben schmale gelbbraune Ränder an den Flügeldecken.
Die Art ist größer und üblicherweise dunkler gefärbt als die Pantanalbekassine (G. paraguaiae), die außerdem weiße Flügelränder aufweist. Die Nobelbekassine unterscheidet sich von der Andenbekassine (G. jamesoni) durch den weißen Bauch, den weniger wuchtigen, aber zweifarbigen Schnabel und den größeren weißen Kehlfleck. Auf der Flügeloberseite formen weiße Federspitzen der Flügeldecken einen weißen Halbmond.
Ähnlich sieht auch die Madagaskarbekassine (G. macrodactyla) aus, bei der aber die Schnabelbasis nicht hell ist und deren Brust weniger warme Färbung hat.

## Geografische Variation
Die Art ist monotypisch.

## Stimme
Der Gesang wird als Bürzelstelzer (Rhinocryptidae)-artiges Rasseln wie „keekeekee“, der Ruf als wiederholte Knirschlaute beschrieben. Während der Balzflüge in der Morgen- und Abenddämmerung, bei Mondschein auch noch in der Nacht, erzeugen die gespreizten Schwanzfedern ein hohl-pfeifendes Geräusch, das Weibchen antwortet vom Boden mit „kyuck-kyuck-kyuck-kyuck-kyuck-“.

## Lebensweise
Die Art ist vermutlich ein Standvogel. Sie lässt sich nicht leicht aufscheuchen, dann aber fliegt sie mit kräftigen Schlägen direkt weg, nicht wie die meisten anderen im Zickzack.
Die Nahrung besteht wohl aus Insekten und Würmern, die mit dem langen Schnabel im Schlamm stochernd gesucht werden.
Die Brutzeit liegt zwischen März und September, hauptsächlich in der Regenzeit. Das Nest ist eine Vertiefung auf einem trockenen Hügel aus Gräsern und Moosen. Das Gelege besteht aus 2 bräunlich-olivfarbenen Eiern, das Küken ist kräftig kastanienbraun mit schwarzen Streifen und in Reihen angeordneten weißen Flecken.

## Gefährdungssituation
Der Bestand gilt als „potentiell gefährdet“ (Near Threatened) vermutlich durch Bejagung.